# دونالد مالكوم ماكراي
دونالد مالكوم ماكراي هو محامي كندي، ولد في 1944.